# Tarija (departamento)
Tarija é um departamento da Bolívia, sua capital é a cidade de Tarija.
Situa-se no extremo sul-sudeste do país, limitando ao norte com Chuquisaca, a leste com o Paraguai até a tríplice fronteira Hito Esmeralda onde começa sua fronteira meridional com a Argentina, e a oeste com Potosí. Com 37.623 km² é o departamento menos extenso, com 482.196 habitantes é o terceiro menos povoado — à frente de Beni e Pando, o menos povoado — e com 12,8 habitantes/km², o terceiro mais densamente povoado, atrás de Cochabamba e La Paz. Foi fundado em 24 de setembro de 1831.
É carinhosamente chamado por seus habitantes como chura tierra (a bela terra). Nas últimas décadas, Tarija teve um grande crescimento econômico, graças à exploração de seus recursos naturais, sendo considerado o segundo departamento com menos pobreza no estado boliviano.
A economia do Departamento de Tarija é a quarta maior economia da Bolívia. Em 2018, a produção de todo o departamento atingiu 3.204 milhões de dólares do PIB (Produto Interno Bruto). Com esse número, o PIB de Tarijeño representa 7,9% da economia total da Bolívia (40,581 milhões de dólares).
De acordo com o censo de 2001 tem uma população de 391 226 habitantes em uma área de 37 623 km².
Os habitantes de Tarija (tarijeños) são informalmente chamados de
chapacos.

## Províncias
O departamento de Tarija está dividido em 6 províncias:
|  | - Aniceto Arce - Burnet O'Connor - Cercado - Eustaquio Méndez - Gran Chaco - José María Avilés |